# Ulf Riebesell
Ulf Riebesell (* 15. Oktober 1959 in Stade) ist ein deutscher Meeresbiologe, Meereskundler und Hochschullehrer.

## Wissenschaftliche Laufbahn
Ulf Riebesell absolvierte sein Grundstudium der Biologie von 1981 bis 1983 an der Christian-Albrechts-Universität zu Kiel. Zwischen 1983 und 1985 war er zunächst zwei Jahre Diplomand am Institut für Meereskunde (IfM), Kiel und danach ein weiteres an der School of Oceanography, University of Washington, Seattle, USA. Er schloss 1988 sein 1986 begonnenes Masterstudium an der Graduate School of Oceanography, University of Rhode Island, Narragansett, in den USA ab. Anschließend war er bis 1991 Doktorand am Alfred-Wegener-Institut für Polar- und Meeresforschung (AWI) in Bremerhaven und erhielt seine Doktorwürde 1991 an der Universität Bremen. Seine Postdoc-Zeit verbrachte er von 1991 bis 1992 weiter am Alfred-Wegener-Institut für Polar- und Meeresforschung und von 1992 bis 1994 am Marine Science Institute, University of California, Santa Barbara (UCSB), USA. Von 1994 bis 2003 war er erneut am Alfred-Wegener-Institut für Polar- und Meeresforschung in verschiedenen Positionen angestellt. Bis 1995 als wissenschaftlicher Mitarbeiter, von 1995 bis 2003 als wissenschaftlicher Assistent und von 1997 bis 2003 als Leiter des Fachbereichs Biologie und der interdisziplinären Forschungsgruppe Kohlenstoffe.
Seit 2003 ist Ulf Riebesell Professor für Biologische Ozeanographie am IFM-GEOMAR, heute GEOMAR Helmholtz-Zentrum für Ozeanforschung Kiel. Zwischen 2004 und 2007 war er dort Vorsitzender des Wissenschaftsrats, seit 2007 ist er Leiter der Forschungseinheit Biologische Ozeanographie und war zwischen 2009 und 2011 stellvertretender Leiter des Forschungsbereichs Marine Biogeochemie.
Seit 2006 ist er Koordinator des Bereiches A „Oceans in a Greenhouse World“ des Exzellenzclusters Ozean der Zukunft.
Im Jahr 2010 leitete er eine europäische Arktis-Expedition zur Untersuchung der Ozeanversauerung.
Ulf Riebesell koordiniert den vom Bundesministerium für Bildung und Forschung geförderten deutschen Forschungsverbund zur Ozeanversauerung, BIOACID (Biological Impacts of Ocean Acidification) und die Freiland-Experimente mit den „KOSMOS-Mesokosmen“.
Ulf Riebesell ist verheiratet mit der Journalistin Mona Botros. Sie haben zwei Kinder.

## Auszeichnungen
- 1985–1986 Fulbright-Stipendium
- 1994 Wilhelmshaven-Preis der Meeres- und Küstenforschung
- 1995 Raymond L. Lindeman-Preis der Amerikanischen Gesellschaft für Limnologie und Ozeanografie (ASLO)
- 2011 Vladimir Ivanovich Vernadsky Medal der European Geosciences Union (EGU)
- 2012 Gottfried-Wilhelm-Leibniz-Preis der DFG

## Ausgewählte Publikationen
- U. Riebesell: Entstehung von Partikelaggregaten und ihre Bedeutung im marinen System. (Dissertation), Universität Bremen, Bremen 1991.
- U. Riebesell, I. Zondervan, B. Rost, P. D. Tortell, R. E. Zeebe, F. M. Morel: Reduced calcification of marine plankton in response to increased atmospheric CO2. In: Nature. Vol. 407, 21. September 2000, S. 364–367, doi:10.1038/35030078
- U. Riebesell: Effects of CO2 enrichment on marine phytoplankton. In: Journal of Oceanography. Band 60, 2004, S. 719–729, doi:10.1007/s10872-004-5764-z